# Иоланда Бургундская (графиня Невера)
Иоланда Бургундская (фр. Yolande de Bourgogne; декабрь 1247 — 2 июня 1280) — графиня Невера с 1262, старшая дочь Эда Бургундского, наследника герцога Бургундии Гуго IV, и Матильды II де Бурбон-Дампьер, дамы де Бурбон и де Донзи, графини Невера, Осера и Тоннера.

## Биография
В 1262 году умерла Матильда, мать Иоланды, графиня Невера, Осера и Тоннера. У неё не было сыновей, только три дочери. Первоначально все три графства находились под опекой её мужа, Эда Бургундского.
Иоланда была одной из богатейших наследниц во Франции. Ещё 8 июня 1258 года в Венсене король Франции Людовик IX Святой договорился о браке Иоланды и одного из своих сыновей, Жана Тристана. Сама церемония состоялась в июне 1265 года.
В 1266 году умер отец Иоланды, Эд Бургундский, после чего Иоланда, как старшая из дочерей, должна была получить все три графства. Однако с этим не согласились её младшие сёстры Маргарита и Алиса, оспорившие права Иоланды и обратившиеся с жалобой в парламент. В итоге в День всех святых в 1273 году было произведено разделение графств. За Иоландой было закреплено только графство Невер, Маргарита получила графство Тоннер, а Алиса — графство Осер.
Первый муж Иоланды, Жан Тристан умер в 1270 году от дизентерии или тифа в Тунисе во время Восьмого крестового похода. Самостоятельно Невером Иоланда управляла до 1272 года, когда вторично вышла замуж за наследника графа Фландрии Роберта Бетюнского, старшего сына и наследника графа Фландрии Ги де Дампьера, принеся мужу в приданое Невер.
Иоланда умерла в 1280 году, после чего Невер унаследовал её старший сын Людовик I

## Брак и дети
1-й муж: с июня 1265 Жан Тристан Французский (8 апреля 1250 — 3 августа 1270), граф Валуа и Крепи с 1269, граф Невера (по праву жены) с 1265. Детей от этого брака не было.
2-й муж: с марта 1272 Роберт III де Дампьер (ок. 1247 — 17 сентября 1322), сеньор Бетюна с 1264, граф Невера (по праву жены) 1272—1280, граф Фландрии с 1305. Дети:
- Людовик I (ум. 24 июля 1322), граф Невера с 1280
- Роберт (ум. 1331), граф де Марль, сеньор Касселя и Варнетона, барон д’Аллюи и де Монмирай
- Жанна (ум. 1333), аббатиса Савуа (около Лана); муж: с мая 1288 Ангерран IV (ум. 1310), сеньор де Куси, виконт де Мо
- Иоланда (ум. январь 1313); муж: с 24 июля 1287 (контракт) Готье II (ок. 1267—1310), сеньор д'Энгиен
- Матильда (ум. после 13 января 1331); муж: с 7 марта 1314 (контракт) Матье Лотарингский (ум. 1330), сеньор Варсберга и Дарне